# チョコプランナー
『チョコプランナー』は、2022年10月4日から2025年3月31日までテレビ朝日で放送されていたバラエティ番組。
お笑いコンビのチョコレートプラネットの冠番組であり、新たなヒット企画を生み出すプランナーとして腕を振るう。2022年10月4日（3日深夜）から2023年9月26日（25日深夜）までは『バラバラ大作戦』（月曜第2部）枠で放送され、同年10月5日（4日深夜）から2024年3月21日（20日深夜）までは『スーパーバラバラ大作戦』（水曜第3部）枠で放送されていた。同年4月からは日曜23時55分からの30分枠に移動し、さらに同年10月からは放送時間が15分繰り下げられ月曜0時10分（日曜深夜）開始となった。2025年3月31日（30日深夜）をもって放送を終了した。

## 出演者
- チョコレートプラネット（長田庄平・松尾駿）

## 放送リスト

### 月曜深夜時代

#### 2022年
| 回 | 放送日   | 放送内容                                            | ゲスト                                   | その他出演者 | 備考 |
| -- | -------- | --------------------------------------------------- | ---------------------------------------- | --- | ---- |
| 1  | 10月04日 | サムネイルプランナー 岡野陽一編                     | ヒコロヒー                               | 岡野陽一 |      |
| 2  | 10月11日 | サムネイルプランナー トム・ブラウン編               | マヂカルラブリー                         | トム・ブラウン |      |
| 3  | 10月18日 | サムネイルプランナー JP編                           | マヂカルラブリー                         | JP |      |
| 4  | 10月25日 | サムネイルプランナー ななまがり編                   | 太田博久・斉藤慎二（ジャングルポケット） | ななまがり |      |
| 5  | 11月01日 | SNSプランナー ななまがり編                          | 山添寛（相席スタート）                   | ななまがり |      |
| 6  | 11月08日 | サムネイルプランナー ネルソンズ編                   | 山添寛（相席スタート）                   | ネルソンズ |      |
| 7  | 11月15日 | SNSプランナー イチキップリン編                      | 太田博久・斉藤慎二（ジャングルポケット） | イチキップリン |      |
| 8  | 11月22日 | 賞レースプランナー 第1回チョコプランナー コント大賞 | 森本茉莉（日向坂46）                     | 槙尾ユウスケ（かもめんたる） 関町知弘（ライス） 菊田竜大（ハナコ） 弘中綾香（テレビ朝日アナウンサー） ラブレターズ                      |      |
| 9  | 11月29日 | 賞レースプランナー 第1回チョコプランナー コント大賞 | 森本茉莉（日向坂46）                     | 槙尾ユウスケ（かもめんたる） 関町知弘（ライス） 菊田竜大（ハナコ） 弘中綾香（テレビ朝日アナウンサー） TCクラクション ファイヤーサンダー |      |
| 10 | 12月06日 | サムネイルプランナー タイムマシーン3号編            | 伊藤俊介（オズワルド） KAƵMA（しずる）   | タイムマシーン3号 |      |
| 11 | 12月13日 | 賞レースプランナー 第2回チョコプランナー コント大賞 | 森本茉莉（日向坂46）                     | 槙尾ユウスケ（かもめんたる） 関町知弘（ライス） 菊田竜大（ハナコ） 弘中綾香（テレビ朝日アナウンサー） 青色1号                           |      |
| 12 | 12月20日 | 賞レースプランナー 第2回チョコプランナー コント大賞 | 森本茉莉（日向坂46）                     | 槙尾ユウスケ（かもめんたる） 関町知弘（ライス） 菊田竜大（ハナコ） 弘中綾香（テレビ朝日アナウンサー） フランスピアノ にゃんこスター     |      |

#### 2023年
| 回 | 放送日   | 放送内容                                                         | ゲスト | その他出演者                                                       | 備考 |
| -- | -------- | ---------------------------------------------------------------- | --- | ------------------------------------------------------------------ | ---- |
| 13 | 01月10日 | ゲームプランナー おじさん芸人脱出されないゲーム 錦鯉・長谷川編   | 渡邉美穂 | 長谷川雅紀（錦鯉） 石川翔鈴                                        |      |
| 14 | 01月17日 | サムネイルプランナー レジェンド松下編                            | 伊藤俊介（オズワルド） KAƵMA（しずる） | レジェンド松下                                                     |      |
| 15 | 01月24日 | センチメンタルツアー 松尾編                                      | |                                                                    |      |
| 16 | 01月31日 | センチメンタルツアー 長田編                                      | |                                                                    |      |
| 17 | 02月07日 | コンビ結成ドキュメンタリー GAG編                                 | 太田博久（ジャングルポケット） 小池美波・井上梨名（櫻坂46） | GAG 篠宮暁                                                         |      |
| 18 | 02月14日 | コンビ結成ドキュメンタリー そいつどいつ編                        | 太田博久（ジャングルポケット） 小池美波・井上梨名（櫻坂46） | そいつどいつ とにかく明るい安村                                    |      |
| 19 | 02月21日 | ゲームプランナー おじさん芸人脱出されないゲーム ルシファー吉岡編 | 太田博久（ジャングルポケット） 小池美波・井上梨名（櫻坂46） | ルシファー吉岡 古田愛理                                            |      |
| 20 | 02月28日 | SNSプランナー 近況報告会                                         | 太田博久（ジャングルポケット） イチキップリン ななまがり |                                                                    |      |
| 21 | 3月07日  | 勝手に空想トーナメント                                           | タイムマシーン3号 樋口日奈 |                                                                    |      |
| 22 | 03月14日 | 家主は誰だ!? 3宅クイズ                                           | 青色1号 |                                                                    |      |
| 23 | 03月21日 | 第2回勝手に空想トーナメント                                      | タイムマシーン3号 樋口日奈 |                                                                    |      |
| 24 | 03月28日 | 奥さんにまつわるクイズ！東夫王                                   | みなみかわ アンジェリーナ1/3 | スーパー3助（にゃんこスター） 牧野ステテコ                         |      |
| 25 | 4月04日  | イマドキ世代に刺さるか!? エモトーク                              | 長谷川忍（シソンヌ） 村上純（しずる） | アンジェリーナ1/3 田向星華                                         |      |
| 26 | 04月11日 | イマドキ世代に刺さるか!? エモトーク                              | 長谷川忍（シソンヌ） 村上純（しずる） | アンジェリーナ1/3 田向星華                                         |      |
| 27 | 04月18日 | 里帰り相撲                                                       | 武元唯衣（櫻坂46） | 金の国                                                             |      |
| 28 | 04月25日 | 通った事ないサミット                                             | じろう（シソンヌ） 武元唯衣（櫻坂46） |                                                                    |      |
| 29 | 5月02日  | オジさん芸人脱出されないゲーム                                   | 樋口日奈 ルシファー吉岡 れいぽよ |                                                                    |      |
| 30 | 5月09日  | クイズ!はじめての実況                                            | モグライダー 森本茉莉（日向坂46） |                                                                    |      |
| 31 | 05月16日 | 耐Qワンハンドレッド                                              | 山添寛（相席スタート） 渡邉美穂 |                                                                    |      |
| 32 | 05月23日 | 耐Qワンハンドレッド                                              | 山添寛（相席スタート） 渡邉美穂 |                                                                    |      |
| 33 | 05月30日 | クイズ!はじめての実況 第2弾                                      | 森本茉莉（日向坂46） モグライダー 渡邉美穂 |                                                                    |      |
| 34 | 6月06日  | 通ったことないサミット〜鬼滅の刃編〜                             | 河田陽菜（日向坂46） KAƵMA（しずる） 屋敷裕政（ニューヨーク） 和田まんじゅう（ネルソンズ）                                                                                   | 寺川俊平（テレビ朝日アナウンサー）                                 |      |
| 35 | 06月13日 | 通ったことないサミット〜鬼滅の刃編〜                             | 河田陽菜（日向坂46） KAƵMA（しずる） 屋敷裕政（ニューヨーク） 和田まんじゅう（ネルソンズ）                                                                                   | 寺川俊平（テレビ朝日アナウンサー）                                 |      |
| 36 | 06月20日 | コンビ組みたいマンガキャラ空想No.1決定戦                         | ネルソンズ |                                                                    |      |
| 37 | 06月27日 | 頼る人が頼る人が頼る人                                           | 福田麻貴（3時のヒロイン） 向井慧（パンサー） 守屋麗奈（櫻坂46） |                                                                    |      |
| 38 | 7月04日  | 頼る人が頼る人が頼る人                                           | 福田麻貴（3時のヒロイン） 向井慧（パンサー） 守屋麗奈（櫻坂46） |                                                                    |      |
| 39 | 07月11日 | プランニング企画                                                 | タイムマシーン3号 佐藤舞 |                                                                    |      |
| 40 | 07月18日 | プランニング企画                                                 | タイムマシーン3号 佐藤舞 |                                                                    |      |
| 41 | 07月25日 | 通ったことないサミット〜エヴァゲリオン編〜                       | 小宮浩信（三四郎） 福田麻貴（3時のヒロイン） 向井慧（パンサー） 守屋麗奈（櫻坂46） 山添寛（相席スタート）                                                                    |                                                                    |      |
| 42 | 08月01日 | 通ったことないサミット〜エヴァゲリオン編〜                       | 小宮浩信（三四郎） 福田麻貴（3時のヒロイン） 向井慧（パンサー） 守屋麗奈（櫻坂46） 山添寛（相席スタート）                                                                    |                                                                    |      |
| 43 | 08月08日 | 頼る人が頼る人が頼る人                                           | ニッポンの社長 福田麻貴（3時のヒロイン） 向井慧（パンサー） 守屋麗奈（櫻坂46）                                                                                               |                                                                    |      |
| 44 | 08月15日 | 再現役者さんクイズ                                               | 囲碁将棋 ニッポンの社長 渡邉理佐 |                                                                    |      |
| 45 | 08月22日 | ライブ定番くだりを争う"新"賞レース                               | 大園玲（櫻坂46） 佐藤大樹（FANTASTICS） トム・ブラウン | 金魚番長 素敵じゃないか ゼロカラン そいそ〜す ナイチンゲールダンス |      |
| 46 | 08月29日 | っぽい服装選手権                                                 | 佐藤大樹（FANTASTICS） 武元唯衣（櫻坂46） みちお（トム・ブラウン） |                                                                    |      |
| 47 | 09月05日 | ベタソングを作ろう!                                              | 囲碁将棋 ニッポンの社長 渡邉美穂 | よよよちゃん                                                       |      |
| 48 | 09月12日 | センチメンタルツアー                                             | コロコロチキチキペッパーズ |                                                                    |      |
| 49 | 09月19日 | 錦鯉長谷川のクイズ!はじめての実況                                | せいや（霜降り明星） 錦鯉 |                                                                    |      |
| 50 | 09月26日 | 通ったことないサミット〜キングダム編〜                           | 坂井良多（鬼越トマホーク） 佐藤大樹（FANTASTICS） 嶋佐和也（ニューヨーク） せいや（霜降り明星） 堂前透（ロングコートダディ） 文田大介（囲碁将棋） 森田哲矢（さらば青春の光） | 柴田阿弥                                                           |      |
| 50 | 09月26日 | 通ったことないサミット〜エヴァゲリオン編〜                       | 小宮浩信（三四郎） 福田麻貴（3時のヒロイン） 向井慧（パンサー） 守屋麗奈（櫻坂46） 山添寛（相席スタート）                                                                    | 寺川俊平（テレビ朝日アナウンサー）                                 |      |

### 水曜深夜時代

#### 2023年
| 回 | 放送日    | 放送内容                            | ゲスト                                                       | その他出演者 | 備考 |
| -- | --------- | ----------------------------------- | ------------------------------------------------------------ | --- | ---- |
| 51 | 10月05日  | マンガ脳テスト                      | 山崎怜奈 山添寛（相席スタート） 和田まんじゅう（ネルソンズ） | 菅良太郎（パンサー） |      |
| 52 | 010月12日 | 名曲イントロ乗せ選手権              | KAƵMA（しずる） 武元唯衣（櫻坂46） ライス                    | |      |
| 53 | 010月18日 | 女性役改善クリニック                | 浦井のりひろ（男性ブランコ） 渡邉美穂                        | 池田直人（レインボー） 平井まさあき（男性ブランコ） 太田博久（ジャングルポケット） 嶋佐和也（ニューヨーク） 山本浩司（タイムマシーン3号） |      |
| 54 | 11月02日  | 鬼滅の刃通りたてサミット            | ニューヨーク 和田まんじゅう（ネルソンズ）                    | 住田紗里（テレビ朝日アナウンサー） |      |
| 55 | 11月09日  | ムダ才能テスト                      | 岩崎う大（かもめんたる） えなこ ニューヨーク                 | |      |
| 56 | 011月16日 | 平場でのくだりグランプリ            | 秋元真夏 せいや（霜降り明星）                                | OWV 9番街レトロ 金魚番長 GAG ストレッチーズ ゼロカラン ダイタク タモンズ ナイチンゲールダンス バビロン ブラゴーリ マルセイユ              |      |
| 57 | 011月23日 | 正しい相方を当てろ!芸人ペアリング!! | IVE カゲヤマ ジョイマン どんぐりたけし 本間朋晃 ママタルト   | |      |
| 58 | 12月07日  | 正しい相方を当てろ!芸人ペアリング!! | IVE カゲヤマ ジョイマン どんぐりたけし 本間朋晃 ママタルト   | |      |
| 59 | 012月14日 | クイズ!はじめての実況               | 秋元真夏 きょん（コットン） モグライダー                     | 信子（ぱーてぃーちゃん） |      |

#### 2024年
| 回 | 放送日   | 放送内容                                  | ゲスト | その他の出演者                                                     | 備考 |
| -- | -------- | ----------------------------------------- | --- | ------------------------------------------------------------------ | ---- |
| 60 | 01月11日 | 名探偵コナン通ったことないサミット        | 荒川（エルフ） 関町知弘（ライス） 樋口日奈 ヒコロヒー 平子祐希（アルコ&ピース） 和田まんじゅう（ネルソンズ）          | あいなぷぅ（パーパー）                                             |      |
| 61 | 01月18日 | っぽい服装選手権                          | 伊藤俊介（オズワルド） 都築拓紀（四千頭身） 山下幸輝                                                                  | 紺野彩夏                                                           |      |
| 62 | 2月01日  | 集まれ!東京吉本新年会                     | 大園玲（櫻坂46） | 囲碁将棋 鬼越トマホーク コットン シシガシラ ネルソンズ 横澤夏子    |      |
| 63 | 2月08日  | エクストリーム説法                        | 篠田麻里子 はら（ゆにばーす） やす子 岩谷翔吾・神谷健太（THE RAMPAGE from EXILE TRIBE）                               | 泉健太郎 野村泰紀 山崎詩郎                                         |      |
| 64 | 02月15日 | 夫婦喧嘩クラブ                            | 岸健之助（ネルソンズ） みなみかわ                                                                                     | 松村沙友理 菊地亜美 中村仁美                                       |      |
| 65 | 02月22日 | 少女マンガ恋愛塾                          | 伊藤俊介（オズワルド） 平子祐希（アルコ&ピース）                                                                      | 加藤ナナ 菅良太郎（パンサー）                                      |      |
| 66 | 3月07日  | “進撃の巨人”通った事ないサミット開催！    | 白石麻衣 井口浩之（ウエストランド） 児玉智洋（サルゴリラ） ザ・マミィ みちお（トム・ブラウン） 山下葉留花（日向坂46） | マヂカルラブリー 山口陽世（日向坂46）                              |      |
| 67 | 03月14日 | 日向坂46四期生笑わせろ!一旦止めます選手権 | 山添寬（相席スタート） ロングコートダディ 佐々木久美（日向坂46）                                                      | 清水理央・正源司陽子・藤嶌果歩・宮地すみれ・山下葉留花（日向坂46） |      |
| 68 | 03月21日 | 若者よ!これを観ろ選手権                   | KAƵMA（しずる） 国崎和也（ランジャタイ）                                                                              |                                                                    |      |

### 日曜深夜時代

#### 2024年
| 回  | 放送日         | 放送内容                                                   | ゲスト | その他出演者 | 備考                                           |
| --- | -------------- | ---------------------------------------------------------- | --- | --- | ---------------------------------------------- |
| 69  | 04月8日        | 通った事ないサミット〜転生スライムだった件〜               | イワクラ（蛙亭） NAOTO（EXILE） 清水理央（日向坂46） ナダル（コロコロチキチキペッパーズ） 和田まんじゅう（ネルソンズ）                                              | 天津飯大郎（天津）                                                                                                   | この放送日から日曜日の放送である。             |
| 70  | 4月013日（土） | 映画公開記念!ブルーロック通った事ないサミット              | 荒川（エルフ） 井口浩之（ウエストランド） 益田康平（カゲヤマ） 山添寛（相席スタート） 渡邉美穂 和田まんじゅう（ネルソンズ）                                         | 住田紗里（テレビ朝日アナウンサー）                                                                                   | この放送は土曜日午後14時45分からの放送である。 |
| 71  | 4月015日       | 楽屋挨拶なりすまし選手権                                   | 佐々木久美・清水理央・正源司陽子・藤嶌果歩・宮地すみれ・山下葉留花（日向坂46） ビスケットブラザーズ 和田まんじゅう（ネルソンズ）                                    | おいでやす小田 ロッシー（野性爆弾）                                                                                  |                                                |
| 72  | 4月021日       | 楽屋挨拶なりすまし選手権                                   | 佐々木久美・清水理央・正源司陽子・藤嶌果歩・宮地すみれ・山下葉留花（日向坂46） ビスケットブラザーズ 和田まんじゅう（ネルソンズ）                                    | 長谷川雅紀（錦鯉） ロッシー（野性爆弾）                                                                              |                                                |
| 72  | 4月021日       | 進撃の巨人通った事ないサミット未公開                       | 白石麻衣 井口浩之（ウエストランド） 児玉智洋（サルゴリラ） ザ・マミィ みちお（トム・ブラウン） 山下葉留花（日向坂46）                                               | マヂカルラブリー 山口陽世（日向坂46）                                                                                |                                                |
| 73  | 4月028日       | 東京吉本大集会 春                                          | 武元唯衣（櫻坂46） | いぬ オズワルド 鬼越トマホーク 関町知弘（ライス） 松浦志穂（スパイク） りんたろー。（EXIT）                          |                                                |
| 74  | 05月5日        | ベタソングをつくろう!                                      | 井口浩之（ウエストランド） 岩崎う大（かもめんたる） 小宮浩信（三四郎） とにかく明るい安村 渡邉美穂                                                                  | 工藤大輝（Da-iCE） 鈴木新彩（テレビ朝日アナウンサー）                                                                |                                                |
| 75  | 5月012日       | リアル夫婦喧嘩                                             | とにかく明るい安村 西堀亮（マシンガンズ） 高橋真麻 山口もえ 山﨑ケイ（相席スタート）                                                                                | |                                                |
| 76  | 5月019日       | ”ハリーポッター“通った事ないサミット                       | KAƵMA（しずる） 福田麻貴・ゆめっち（3時のヒロイン） 藤森慎吾（オリエンタルラジオ） 山下葉留花（日向坂46） 和田まんじゅう（ネルソンズ）                              | 加藤史帆（日向坂46）                                                                                                 |                                                |
| 77  | 5月029日       | 楽屋挨拶なりすまし選手権〜JO1編〜                          | JO1 | あぁ〜しらき ドン小西                                                                                                |                                                |
| 78  | 06月2日        | ”マッドマックス“通った事ないサミット                       | おいでやす小田 酒井健太（アルコ&ピース） 小森隼（GENERATIONS） 樋口日奈 マユリカ 村上（マヂカルラブリー）                                                           | みなみかわ |                                                |
| 79  | 06月9日        | IVEと遊ぼう!芸人ゲームセンター                             | IVE | カゲヤマ タイ（やさしいズ） ぬまんづ ヤジマリー。（スカチャン） 横川尚隆                                             |                                                |
| 80  | 6月016日       | HUNTER×HUNTER通ったことないサミット                        | おいでやす小田 嶋佐和也（ニューヨーク） SHIZUKO・RAN（ME:I） | マーシュ彩 |                                                |
| 81  | 6月023日       | メシ友ペアリング                                           | おいでやす小田 春日俊彰（オードリー） 斉藤慎二（ジャングルポケット） みなみかわ                                                                                     | ZAZY 粗品（霜降り明星） 髙比良くるま（令和ロマン） デミルハン・デミル（不死身のレモン水） 新山（さや香）             | 進行は平子祐希（アルコ&ピース）                |
| 82  | 6月030日       | メシ友ペアリング完結編                                     | おいでやす小田 春日俊彰（オードリー） 斉藤慎二（ジャングルポケット） みなみかわ                                                                                     | ZAZY 粗品（霜降り明星） 髙比良くるま（令和ロマン） デミルハン・デミル（不死身のレモン水） 新山（さや香）             |                                                |
| 82  | 6月030日       | 夫婦喧嘩クラブ番外編                                       | とにかく明るい安村 西堀亮（マシンガンズ） | キンタロー。 高橋真麻 山口もえ 山﨑ケイ（相席スタート）                                                              |                                                |
| 83  | 07月7日        | ものまね口喧嘩クラブ                                       | 兼光タカシ ガリベンズ矢野 河合郁人 斉藤慎二（ジャングルポケット） せいや（霜降り明星） みかん Mr.シャチホコ                                                         | 渋谷凪咲 |                                                |
| 84  | 7月014日       | 同意のもと、監視させてもらえませんか?                      | 高橋文哉 | 大鶴肥満（ママタルト） ななまがり                                                                                    |                                                |
| 85  | 7月021日       | 通った事ないサミット〜マーベル編〜                         | 岡田紗佳 すゑひろがりず マヂカルラブリー | 福室莉音 |                                                |
| 86  | 8月011日       | 真鍋先生に聞いてほしいヒリヒリする話                       | 真鍋昌平 KAƵMA（しずる） | 岡野陽一 こ>ろ 関谷友美（ハナイチゴ） 高野正成（きしたかの） 山本マリア（8月18日のみ） 好井まさお ロジャー（大自然） |                                                |
| 87  | 8月018日       | 真鍋先生に聞いてほしいヒリヒリする話                       | 真鍋昌平 KAƵMA（しずる） | 岡野陽一 こ>ろ 関谷友美（ハナイチゴ） 高野正成（きしたかの） 山本マリア（8月18日のみ） 好井まさお ロジャー（大自然） |                                                |
| 88  | 8月025日       | 楽屋挨拶なりすまし選手権                                   | ME:I 向井慧（パンサー） | DJ KOO |                                                |
| 89  | 09月1日        | ビジネスカップルパーティー                                 | 井口浩之（ウエストランド） | 天羽希純 清水あいり ゆきぽよ りなぴっぴ（リンダカラー∞）                                                             |                                                |
| 90  | 09月8日        | アンゴラ村長が元カレと別れて行かなくなった街”川口“を巡る。 | アンゴラ村長（にゃんこスター） | スーパー3助（にゃんこスター） ハシヤスメ・アツコ                                                                     |                                                |
| 91  | 9月015日       | 相手は誰だ!?アポ無し直電クイズ                             | 三四郎 みなみかわ | 野中美希・弓桁朱琴（モーニング娘。'24）                                                                              |                                                |
| 92  | 9月022日       | 相方の実家に泊まろう                                       | 大園玲（櫻坂46） ちゃんぴおんず | |                                                |
| 93  | 9月029日       | 平場のくだりグランプリ                                     | Travis Japan | アロハペンギン いぬ 金魚番長 小虎 狛犬 シンクロニシティ ゼロカラン ツンツクツン万博 ブラゴーリ マリーマリー          |                                                |
| 94  | 010月6日       | 人怖〜人見知りだから怖い話〜                               | 秋山寛貴（ハナコ） あの 井上咲楽 岩崎う大（かもめんたる） | |                                                |
| 95  | 10月013日      | 女性芸人相撲大会                                           | あいなぷぅ（パーパー） エルフ えびちゃん（マリーマリー） かなで・ゆめっち（3時のヒロイン） 薄幸（納言） 薪子（梵天）                                                | 大島美幸（森三中）                                                                                                   |                                                |
| 96  | 10月020日      | アポ無し直電クイズ                                         | 武井壮 長谷川忍（シソンヌ） 福田麻貴（3時のヒロイン） | 井上梨名・増本綺良（櫻坂46）                                                                                         |                                                |
| 97  | 10月027日      | コロチキ西野 マッスルバーNo.1キャストへの道                | 中務裕太（GENERATIONS） 渡邉美穂 | イワクラ（蛙亭） コロコロチキチキペッパーズ                                                                          |                                                |
| 98  | 011月3日       | ホワイトボード-1グランプリ                                 | 鬼越トマホーク 髙比良くるま（令和ロマン） | 金魚番長 カラタチ 根尾みなみ                                                                                         |                                                |
| 99  | 11月010日      | メシと友ペアリング                                         | せいや（霜降り明星） 高野正成（きしたかの） 和田まんじゅう（ネルソンズ） 有岡大貴（Hey!Say!JUMP） 髙地優吾（SixTONES） 宮近海斗（Travis Japan） 浮所飛貴（美 少年） | 山添寛（相席スタート）                                                                                               |                                                |
| 100 | 11月017日      | メシと友ペアリング                                         | せいや（霜降り明星） 高野正成（きしたかの） 和田まんじゅう（ネルソンズ） 有岡大貴（Hey!Say!JUMP） 髙地優吾（SixTONES） 宮近海斗（Travis Japan） 浮所飛貴（美 少年） | 山添寛（相席スタート）                                                                                               |                                                |
| 101 | 11月024日      | 通った事ないサミット〜ジョジョの奇炒な冒険編〜             | 井口浩之（ウエストランド） イワクラ（蛙亭） みなみかわ 八木勇征（FANTASTICS） 山添寛（相席スタート）                                                                | 内田敦子 |                                                |
| 102 | 012月1日       | とりあえずメモっただけですけど                             | 宇垣美里 さや香 村重杏奈 ラブレターズ 若槻千夏 | |                                                |
| 103 | 12月015日      | 痴話喧嘩クラブ                                             | 井口浩之（ウエストランド） ナダル（コロコロチキチキペッパーズ） 和田まんじゅう（ネルソンズ）                                                                        | たけうちほのか 松井珠理奈 森香澄                                                                                     |                                                |
| 104 | 12月022日      | 指名ハローワーク                                           | おいでやす小田 カゲヤマ ビスケットブラザーズ ネルソンズ | レインボー |                                                |

#### 2025年
| 回  | 放送日   | 放送内容                                                          | ゲスト | その他の出演者 | 備考                       |
| --- | -------- | ----------------------------------------------------------------- | --- | --- | -------------------------- |
| 105 | 1月012日 | 森香澄のマンダラチャートを作ってみよう!                           | 森香澄 | 井口浩之（ウエストランド） 井上咲楽 オダウエダ |                            |
| 106 | 1月019日 | ほんとにあった怖い大喜利                                          | 岩崎う大（かもめんたる） 原田泰雅（ビスケットブラザーズ） ハリウッドザコシショウ 檜原洋平（ママタルト） 箕輪智征（金魚番長） 森下直人（ななまがり） 井上梨名（櫻坂46） | 林美桜（テレビ朝日アナウンサー）（進行） |                            |
| 107 | 1月026日 | 人怖〜人見知りだから怖い話〜                                      | 岩崎う大（かもめんたる） 加藤史帆 鬼龍院翔（ゴールデンボンバー） 橋本直（銀シャリ）                                                                                    | 槙野智章 |                            |
| 108 | 02月2日  | のぼり上がり温泉                                                  | 春日俊彰（オードリー） 阪本（マユリカ） 又吉直樹（ピース） みなみかわ                                                                                                  | |                            |
| 109 | 02月9日  | 真鍋先生に聞いてほしいヒリヒリする話                              | 真鍋昌平 | 植野行雄（デニス） 佐野寛（バターヤング） 橋山メイデン 麻婆（スタミナパン）                                                                                           |                            |
| 110 | 2月016日 | 真鍋先生に聞いてほしいヒリヒリする話                              | 真鍋昌平 | 植野行雄（デニス） おくりびと青木 坂田光（サンシャイン） 佐野寛（バターヤング） チョコレートクリームパンケーキ 橋山メイデン 益田康平（カゲヤマ） 麻婆（スタミナパン） |                            |
| 111 | 2月023日 | さよなら無限大ホール                                              | 太田博久（ジャングルポケット） 金田哲（はんにゃ） じろう（シソンヌ） 野田クリスタル（マヂカルラブリー） ニューヨーク 横澤夏子 藤森慎吾（オリエンタルラジオ） 渡邉美穂  | KAZMA（しずる）（VTR出演） |                            |
| 112 | 03月2日  | さよなら無限大ホール                                              | 太田博久（ジャングルポケット） 金田哲（はんにゃ） じろう（シソンヌ） 野田クリスタル（マヂカルラブリー） ニューヨーク 横澤夏子 藤森慎吾（オリエンタルラジオ） 渡邉美穂  | 向井慧（パンサー）（VTR出演） |                            |
| 113 | 03月9日  | 平場のくだりトーナメント                                          | 加藤史帆 野田クリスタル（マヂカルラブリー） 吉村崇（平成ノブシコブシ）                                                                                                 | 狛犬 ツンツクツン万博 金魚番長 バビロン ケビンス ゼロカラン ラパルフェ サンタモニカ ブラゴーリ ネコニスズ いぬ                                                        |                            |
| 114 | 3月016日 | 偏見だらけの少数派グルメクラブ                                    | 有馬徹（いぬ） 菅良太郎（パンサー） きしたかの 金ちゃん（鬼越トマホーク） 薄幸（納言） 林田洋平（ザ・マミィ） ヤーレンズ                                               | |                            |
| 115 | 3月023日 | 2024年度通った事ないサミット                                      | KAZMA（しずる） 中野周平（蛙亭） マユリカ 和田まんじゅう（ネルソンズ）                                                                                                 | 林美桜（テレビ朝日アナウンサー）（進行） |                            |
| 116 | 3月30日  | チョコレートプラネット結成20周年記念 そんなことあったな〜パーティ | 五明拓弥（グランジ） 有馬徹（いぬ） ピーチ（かたつむり） 諏訪雅（ヨーロッパ企画） 和泉元彌 林美桜（テレビ朝日アナウンサー）                                            | | この放送日で最終回である。 |

## スタッフ
- ナレーター：林美桜（テレビ朝日アナウンサー）
- 構成：大西右人、清水綾一
- CAM：西陽大
- 音声：小川秋桜
- 美術進行：高崎絵織
- 編集：赤野陸
- MA：米川実希
- CG：上本学
- ロゴデザイン：芝山綾乃
- テロップデザイン：三宅朝陽
- 音効：古川市郎
- 編成：熊谷和也、泉良樹
- 宣伝：石田京子
- デスク：奥田利加子
- 協力：REC、TSP、テレビ朝日クリエイト
- 制作協力：ドラゴンエンタテインメント
- AD：和泉田怜央、小田原実佑
- AP：宮﨑浩子、赤城茉奈
- ディレクター：べんべん(岡部永寛)、小野恵太、小宮山諒、杉本龍成
- チーフディレクター：竹原信太郎、川口達也
- プロデューサー：名田圭佑、石田直央
- ゼネラルプロデューサー：新田良太（2023年7月4日-）
- 制作：テレビ朝日ビジネスソリューション本部 コンテンツ編成局第1制作部
- 制作著作：テレビ朝日

過去のスタッフ
- ゼネラルプロデューサー：寺田伸也